# Quinto Julio Hilariano
Quinto Julio Hilariano fue un escritor latino de finales del siglo IV, autor de dos extensas obras: 
Expositum de Die Paschae et Mensis, desaparecida durante siglos, que fue editada en 1712 por Pfaffius, quien la dató 397. En ella se muestra partidario de las tesis del Concilio de Nicea, el papa Víctor y la iglesia latina frente a la oriental. 
Chronologia sive Libellus de Mundi Duratione, propone un cómputo de las edades siguiendo las Escrituras, según el cual pasaron 5.530 años entre la Creación y la Pasión, restando muy poco para cumplir los seis mil años que el mundo habría de durar, pronosticando el fin para el año 498. Hay una edición de C. Frisk impresa en Leipzig en 1892 (Chronica Minora).
Para los comentaristas modernos su estilo es "bárbaro".